# Њу Појнт (Индијана)
Њу Појнт (енгл. New Point) град је у америчкој савезној држави Индијана.

## Демографија
По попису из 2010. године број становника је 331, што је 41 (14,1%) становника више него 2000. године.
| Група             | 2000.       | 2010.       |
| Белци             | 286 (98,6%) | 327 (98,8%) |
| Афроамериканци    | 1 (0,3%)    | 0 (0,0%)    |
| Азијати           | 1 (0,3%)    | 1 (0,3%)    |
| Хиспаноамериканци | 1 (0,3%)    | 2 (0,6%)    |
| Укупно            | 290         | 331         |